# MFchi
MFchi ist ein kommerzielles Bibelprogramm für Windows, das mit einer Vielzahl von CD-ROMs/DVDs aus dem christlichen Bereich geliefert wird. Diese CD-ROMs werden unter verschiedenen Bezeichnungen angeboten, wie beispielsweise ELBIWIN, CD-ROM Bibel Edition oder bibeldigital. Grund hierfür ist, dass die Software von verschiedenen Verlagen herausgegeben wird, die meist auf eine eigene Produktbezeichnung Wert legen.

## Softwarebeschreibung
MFchi wird seit Anfang der 1990er Jahre entwickelt. Erstmals wurde es unter dem Namen „ELBIWIN 3.0“ zusammen mit der revidierten Elberfelder Bibel als Produkt angeboten. Mittlerweile ist die Produktpalette wesentlich erweitert worden. Die Produkte, die MFchi enthalten, sind nun auch für die Bereiche wie Bibellese, Bibelstudium, Gottesdienstvorbereitung, Kinder- und Jugendarbeit sowie Religionsunterricht konzipiert. Hierbei wird inhaltlich ein breites Spektrum christlicher Richtungen abgedeckt.
Dank des modularen Aufbaus von MFchi können alle Produkte unter einer Programmoberfläche benutzt werden. Die Texte sind vielfach miteinander verknüpft, so dass beispielsweise ein Bibelstellenverweis in einem Lexikon direkt per Mausklick nachgeschlagen werden kann.
MFchi wird in zwei verschiedenen Versionen angeboten: MFchi kompakt und MFchi pro. Die Pro-Version bietet gegenüber der Kompakt-Version eine größere Anzahl an Funktionen. Wenn man sowohl Produkte der Kompakt- wie der Pro-Version erworben hat, stehen alle Texte unter der Pro-Version zur Verfügung.
MFchi pro besitzt eine Importfunktion, mit der sich auch eigene Bibeltexte importieren lassen. Das hierbei verwendete Importformat entspricht dem Exportformat der Online-Bibel. Hierdurch ist es unter anderem möglich, mit MFchi auch einen Großteil der fremdsprachigen Bibelübersetzungen zu nutzen, die für die Online-Bibel angeboten werden.

## Bedeutung von MFchi
„MF“ steht für den Autor der Software: Matthias Frey. Der griechische Buchstabe „chi“ soll auf Christus verweisen, der als Zentrum der Software gesehen wird.

## Alternative Bibelprogramme
Der Hauptvorteil von MFchi gegenüber anderen Produkten liegt in der großen Anzahl deutschsprachiger urheberrechtlich geschützter Texte. Als Nachteil steht dem gegenüber, dass man für Produkte mit MFchi – anders als für einige anderer Programme – bezahlen muss. Für eine Arbeit mit den altsprachlichen Bibeltexten eignen sich zudem besser hieran angepasste Bibelprogramme mit besonderen Funktionen wie der grammatikalischen Bestimmung von Wörtern. Siehe unter dem Artikel Bibelprogramm für Hinweise auf Alternativen.